# Alexander Fersman
Alexander Yevgenyevich Fersman (em russo:  Александр Евгеньевич Ферсман; São Petersburgo, 27 de outubro de 1883 — Sóchi, 20 de maio de 1945) foi um  geoquímico e mineralogista russo, acadêmico da Academia de Ciências da Rússia, em 1919.
Alexander Fersman foi laureado com o prêmio Lenin em 1929, com o prêmio Stalin (prêmio do Estado da USSR) em 1942 e com a medalha Wollaston pela Sociedade Geológica de Londres em 1943.
O Fersman Mineralogical Museum, os minerais fersmita e fersmanita e uma cratera na Lua foram nomeados em sua honra.